# The Burglar's Godfather
The Burglar's Godfather è un cortometraggio muto del 1915. Il nome del regista non viene riportato nei titoli.

## Produzione
Il film fu prodotto dalla Essanay Film Manufacturing Company.

## Distribuzione
Distribuito dalla General Film Company, il film - un cortometraggio in una bobina - uscì nelle sale cinematografiche USA il 3 dicembre 1915.